# 알칸나
알칸나(학명: Alkanna tinctoria 알칸나 팅크토리아[*])는 지치과의 여러해살이풀이다.

## 분포
지중해와 그 주변 지역에 분포한다. 서남아시아(레바논, 시리아, 요르단, 이스라엘, 터키), 동남유럽(그리스, 루마니아, 불가리아, 세르비아, 알바니아, 크로아티아, 키프로스), 중앙유럽(슬로바키아, 헝가리), 남유럽(스페인, 이탈리아, 프랑스), 북아프리카(리비아, 모로코, 알제리, 이집트, 튀니지)가 원산지이다.